# 信徒精兵歌
《信徒精兵歌》，或依歌词首句称为《信徒如同精兵》，为一首19世纪的英国基督教赞美诗。该诗的词为萨宾·巴林古尔德作于1865年，曲为亚瑟·沙利文作于1871年。此曲创作于他朋友的乡间房舍中，沙利文将此曲以朋友妻子的名字“St. Gertrude”命名。后救世军常用此曲作为游行时所用的赞美诗。该曲也成为了沙利文最著名的赞美诗之一。其主题来自于新约圣经中提到的基督徒作为耶稣精兵的说法，例如提摩太后书2:3中：“你要和我同受苦难，好像基督耶稣的精兵”。
馮玉祥曾以此詩歌作為其軍隊的軍歌。长沙雅礼中学的校歌同国立台湾大学幼稚园园歌采用本诗歌的曲调。另外，交通大学二十世纪二三十年代时使用的校歌也用此曲调。